# Romance on the Phone
Romance on the Phone – debiutancki album zespołu Road Trip's Over, wydany w 2006 nakładem wydawnictwa Jimmy Jazz Records.

## Muzycy
- Maciej Kiersznicki – gitara, wokal
- Konrad Słoka – gitara basowa, fortepian, teksty
- Kacper Kosiński – perkusja

## Lista utworów
1. You Killed Yourself
2. My Paradise
3. In Me Hell
4. 7 Days
5. Respect
6. Good time
7. The End Song
8. Never Let You Down
9. Burning City Lights
10. Go Home
11. Romance on the Phone
12. Mad World
13. Don’t Blame Me
14. The Road Trip’s Over